# Nydala-Fryele församling
Nydala-Fryele församling var en församling  i Östbo-Västbo kontrakt, Växjö stift och Värnamo kommun, Sverige. Församlingen uppgick 2023 i Värnamo församling.

## Administrativ historik
Församlingen bildades 2013 genom sammanläggning av Nydala församling och Fryele församling och ingick därefter till 2023 i Värnamo pastorat. Församlingen uppgick 2023 i Värnamo församling.

## Kyrkor
- Fryele kyrka
- Nydala kyrka